# Dorota Woszczek
Dorota Woszczek – polska strzelczyni, medalistka mistrzostw Europy juniorów.
Była zawodniczką ZO LOK Kraków i Wawelu Kraków. Jednym z jej trenerów był Eugeniusz Gniecki
Specjalizowała się w pistolecie sportowym. Na mistrzostwach Europy juniorów w 1992 roku zdobyła srebrny medal w pistolecie sportowym z 25 metrów drużynowo. Jej wynik – 566 punktów, był najlepszym rezultatem w polskiej drużynie, w której znalazły się także Sławomira Szpek i Jolanta Samulewicz. Był to jej jedyny medal na mistrzostwach Europy, zarówno w kategorii juniorów, jak i seniorów. Wynik ten dał jej również piąte miejsce w zawodach indywidualnych.